# أستوديو 666 (فلم)
أستوديو 666 (بالإنجليزية: Studio 666) هو فيلم رعب كوميدي أمريكي لعام 2022، من إخراج بي جي ماكدونيل، وسيناريو جيف بولر وريبيكا هيوز. صدر الفيلم كتوزيع رقمي في 18 مارس 2022. ثم تم اصداره على شكل دي في دي في 24 مايو 2022.

## روابط خارجية
- مقالات تستعمل روابط فنية بلا صلة مع ويكي بيانات